# Айше Синепервер-султан
Айше́ Синеперве́р-султан (осман. عايشه سینه پرور‎, тур. Ayşe Sineperver Sultan; ок. 1758 — 11 декабря 1828 года, Стамбул) — наложница османского султана Абдул-Хамида I с титулом кадын-эфенди, мать султана Мустафы IV, на протяжении 14-месячного правления которого носила титул валиде-султан. Считалась причастной к убийству предыдущего султана Селима III. После свержения и убийства сына проживала в Старом дворце, где и скончалась в возрасте около семидесяти лет.

## Имя
Турецкий историк Недждет Сакаоглу называл её Айше́ Синеперве́р-султа́н (тур. Ayşe Sineperver Sultan), отмечая, что в гареме Абдул-Хамида I было ещё несколько женщин с именем Айше, одной из которых была Синепервер, однако сведения из их биографий иногда смешиваются. Турецкие историки Али Акйылдыз в статье о валиде-султан в «Исламской энциклопедии» и Чагатай Улучай, а также османский историк Сюрея Мехмед-бей также назвали её Айше Синепервер-султан.
Османист Энтони Олдерсон называет её Айше́ Сениеперве́р-султа́н (тур. Ayşe Seniyeperver Sultan).

## Биография
Достоверно неизвестно, кем по происхождению была Айше Синепервер, однако Сакаоглу предполагал, что она могла быть грузинкой или черкешенкой — как и большинство девушек, попавших в султанские гаремы в XVIII веке. Неизвестны также точные дата рождения и год вхождения Айше Синепервер в гарем Абдул-Хамида I. Предположительно, она родилась около 1758 года, поскольку Сакаоглу предполагал, что умерла она в возрасте около семидесяти лет при условии, что первенца она родила в возрасте около двадцати лет. Наложницей султана Айше Сенипервер стала до 1776 года, поскольку именно этим годом датируется рождение её первого ребёнка. Сакаоглу отмечал, что Айше Синепервер была одной из одиннадцати жён Абдул-Хамида I и первоначально при попадании в гарем носила титул шестой жены (кадын-эфенди), но со временем получила титул второй жены; однако Улучай называл её четвёртой женой султана. Когда в 1789 году Абдул-Хамид I умер, трон в соответствии с действовавшим тогда принципом престолонаследия занял его единокровный брат Селим III, сыновья покойного султана оказались в кафесе. Айше Синепервер вместе с малолетней дочерью оказалась в Старом дворце, где провела следующие восемнадцать лет.
В 1807 году Кабакчы Мустафа-паша поднял восстание ямаки против султана Селима III, в результате которого султаном стал сын Айше Синепервер Мустафа IV. Через неделю после восшествия сына на престол, в воскресенье 7 июня 1807 года, она торжественно въехала в султанский дворец, где перед Ортакапы её встречал султан. Став матерью султана, Айше Сенипервер на протяжении четырнадцати месяцев носила титул мехд-и улья-йы салтанат (валиде-султан). Когда Алемдар Мустафа-паша 28 июля 1808 года прибыл в столицу, чтобы совершить нападение на Топкапы, освободить и восстановить на троне Селима III, Айше Синепервер-султан вышла к воротам дворца, где вступила в словесную перепалку с пашой, пока люди Мустафы IV убивали бывшего султана. Несмотря на убийство Селима III и твёрдость валиде-султан в общении с Алемдаром, Мустафе IV не удалось сохранить трон.
Вступивший на престол вместо Мустафы IV Махмуд II не наказал свою мачеху за причастность к убийству Селима III, однако были казнены десять человек (как женщин, так и юношей) из гарема Мустафы, имевших отношение к убийству Селима и руководивших палачами — они были утоплены в Босфоре у побережья острова, на котором расположена Девичья башня; эти люди были казнены, поскольку Махмуд считал, что действовали они по указке Айше Синепервер. Когда в Топкапы из Старого дворца прибыла мать Махмуда II Накшидиль-султан, Айше Синепервер-султан всё ещё занимала покои валиде в султанском дворце. Таярзаде Ахмед Ата в своём труде «История Ата» писал, что когда Накшидиль поселилась в «отведённых для неё покоях», бывшая валиде Синепервер должна была «переехать в Старый дворец», однако Махмуд II проявил милосердие, назначив ей «материнство» (признал мачехой), и, вопреки древним традициям, выделили ей покои в дворцовом гареме. Айше Сенипервер-султан оставалась в Топкапы ещё четыре месяца и уехала в Старый дворец только после того, как в ноябре 1808 года в ходе очередного мятежа, когда янычары взбунтовались уже против Алемдара и Махмуда II и пожелали восстановить на троне Мустафу IV, был убит её сын.
Сакаоглу писал, что последние годы жизни Айше Синепервер-султан провела в Старом дворце вместе с дочерью. Ахмед Джевдет-паша в своём труде История Джевдета отмечал, что Айше Синепервер прожила в Старом дворце 22 года и к концу жизни ослепла. Бывшая валиде скончалась в Стамбуле 11 декабря 1828 года. Ибрагим Хильми Танышик в своём труде «Фонтаны Стамбула» указал датой её смерти 1782 года, однако Сакаоглу и Олдерсон назвали эту дату ошибочной. Согласно «Истории Джевдета», она была похоронена на кладбище при мечети султана Эюпа. Ахмед Рефик Алтынай писал, что Айше Синепервер-султан прожила дольше других жён Абдул-Хамида I. Оставшиеся фермы и богатство Айше Сенипервер были переданы Эсме-султан.

## Потомство
Сакаоглу называл детьми Айше Синепервер-султан сыновей Ахмеда (1776—1778) и Мустафу IV (1779—1808) и дочь Эсму-султан (1778—1848), прозванную Кючюк (от тур. Küçük — «младшая») для отличия её от тётки Эсмы-султан, дочери Ахмеда III. Этой же версии придерживался и Улучай.
Акйылдыз указал её детьми султана Мустафу IV и шехзаде Ахмеда, тогда как Олдерсон и Сюрея считали её ребёнком только Мустафу IV.

## Благотворительность
Как и многие матери султанов, Айше Синепервер занималась благотворительностью. Так, в память о покойном сыне Ахмеде она построила два фонтана-чешме: один в Ускюдаре возле Новой мечети и ворот бедестана в 1780 году, а другой — в Фатихе между мечетями плаща Пророка и Карагюмрюк в 1825 году. Сюрея также писал, что Айше Синепервер построила начальную школу, расположение которой Сакаоглу определил близ фонтана в Фатихе. Сакаоглу отмечал, что для строительство фонтана и школы в Фатихе она пожертвовала магазины, сады и поля, входившие в её пашмаклык.